# Sabah al-Ahmad al-Dschabir as-Sabah
Scheich Sabah IV. (arabisch صباح الأحمد الجابر الصباح, DMG Ṣabāḥ al-Aḥmad al-Ǧābir aṣ-Ṣabāḥ; * 16. Juni 1929 in Kuwait; † 29. September 2020 in Rochester, Minnesota, Vereinigte Staaten), auch als Sabah al-Ahmad al-Dschabir as-Sabah bekannt, war vom 29. Januar 2006 bis zu seinem Tod der 15. Emir von Kuwait aus der Sabah-Dynastie. Er folgte seinem Vetter zweiten Grades Sa'ad nach, der nur zehn Tage lang regiert hatte.

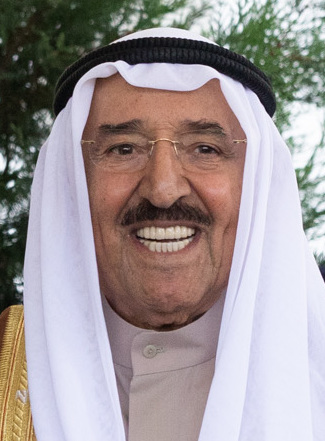
Sabah IV., Emir von Kuwait (2018)

## Leben
Sabah al-Ahmad war der vierte Sohn von Ahmad, der von 1921 bis 1950 der 10. Emir von Kuwait war. Seine erste Funktion im Staatsdienst übernahm Sabah al-Ahmad 1955 als Leiter des Amtes für Presse- und Öffentlichkeitsarbeit. 1962 wurde er Informationsminister, im Jahr darauf Außenminister. Auf diesem Posten verblieb er bis zum 20. April 1991. Gleichzeitig amtierte er ab dem 16. Februar 1978 als stellvertretender Premierminister sowie ab dem 9. Februar 1982 erneut als Informationsminister. Am 18. Oktober 1992 wurde er wiederum Außenminister, ehe er am 13. Juli 2003 von Emir Dschabir III., seinem Bruder, zum Premierminister ernannt wurde.
Im Januar 2006 wählte die Nationalversammlung Sabah al-Ahmad zum Emir von Kuwait. 2012 löste er das Parlament auf, und ein Abgeordneter wurde wegen Majestätsbeleidigung zwei Jahre inhaftiert.
Unter der Führung Sabahs IV. übernahm Kuwait eine Vermittlerrolle in der Katar-Krise. Als Mitglied des Golf-Kooperationsrates vermittelte Kuwait auch in anderen Konflikten wie der Militärintervention im Jemen seit 2015 und zwischen Bangladesch und Pakistan.
Entgegen einem seit 1921 bestehenden Usus zwischen den Dynastie-Zweigen al-Dschabir und as-Salim ernannte Sabah IV. seinen Halbbruder Nawaf zu seinem Nachfolger.
Er starb im September 2020 in Rochester, Minnesota, Vereinigte Staaten im Alter von 91 Jahren und wurde im Friedhof Al-Sulaibikhat in Kuwait begraben.